# Église Santa Maria Assunta de Pontecurone
Pour les articles homonymes, voir Église Sainte-Marie.
L'église Santa Maria Assunta est une église catholique située à Pontecurone, dans la province d'Alexandrie en Italie. Elle est le siège de la paroisse homonyme du vicariat Bassa Valle Scrivia du diocèse de Tortone.

## Histoire
L'église est mentionnée pour la première fois dans un document datant de 1175. Le bâtiment actuel a été construit entre le XIIIe et le XIVe siècle.

## Description
L'église possède un pignon en brique avec quatre contreforts. Le portail ogival décoré de carreaux de terre cuite est surmonté d'une rosace.
L'intérieur, divisé en trois nefs, elles-mêmes divisées par des piliers cruciformes, présente les caractéristiques d'une église-halle et est décoré de précieuses fresques des XVe et XVIIe siècles. Sur l'envers de la façade, on y aperçoit les Miracoli di San Pietro (« Miracles de saint Pierre ») (1460-1480) et la Madonna col Bambino e San Nicola (« Vierge à l'Enfant avec saint Nicolas ») (1502 environ) de Quirico da Tortona en style lombard. Cette influence dérivée de la domination milanaise de Pontecurone au XVe siècle est également évidente dans la Crocifissione (« Crucifixion »), surmontée d'une Annunciazione (« Annonciation ») et avec San Francesco che riceve le stigmate (« Saint François recevant les stigmates »), dans la première travée du bas-côté gauche. Dans la troisième travée de la nef droite se trouve un triptyque avec la Vierge trônant entre les saints Apollonia et Blaise, par Manfredino Boxilio. Également du même artiste, les saints Augustin et Nicolas de Tolentino au bas du mur du presbytère.
Au cours du XVIIe siècle, des ajouts ont été faits à l'église, comme la chapelle du Rosaire, avec des fresques de Gian Mauro della Rovere.